# ラモン・マグサイサイ
ラモン・マグサイサイ・イ・デル・フィエロ（英語: Ramón Magsaysay y del Fierro、1907年8月31日 - 1957年3月17日）は、フィリピンの政治家。第7代フィリピン共和国大統領。1957年3月の死去後に創設されたマグサイサイ賞は、「アジアのノーベル賞」と言われる。
本職は自動車整備士であったマグサイサイは、太平洋戦争中のゲリラ指導者としての優れた功績により、サンバレス州の軍事総督に任命された。その後、サンバレス州の大選挙区で、自由党議員を2期務めた後、エルピディオ・キリノ大統領によって国防長官に任命された。彼はナシオナリスタ党の旗の下、大統領に選出された。彼は20世紀生まれの最初のフィリピン大統領であり、スペイン植民地時代以降に生まれた最初の大統領でもある。

## 来歴
1907年8月31日にアメリカ領フィリピンのイバに誕生した。1942年2月に日本軍がアメリカ軍をフィリピンから放逐すると、アメリカの支援を受けたゲリラ部隊に参加した。

### 大統領
1946年7月のフィリピンの独立後は下院国防委員長や国防大臣などのポストを歴任し、1950年代初頭に彼の指揮で共産主義系の反政府組織のフクバラハップ（フク団）を壊滅させている。こうした冷戦時代における一貫した反共主義姿勢が高い評価を受けたのを背景に、マグサイサイはレイモンド・スプルーアンス駐フィリピン大使らの支持を取り付けて、1953年の大統領選挙に出馬した。そして11月10日の投票で再選を狙う現職のエルピディオ・キリノ大統領に大差を付けて勝利し、同年12月30日に大統領に就任した。
就任式に民族衣装のバロンタガログで臨んだのを皮切りに、以後も公式の席上でこれを着用することが多かったが、これは大統領としては初めてのことだった。また大統領府を「国民の家」（House of the People） と位置付け、誰でも自由に中に入れる開放的なものにした。
こうしたマグサイサイの指導力・政治における清廉潔白な姿勢・現実的な理想主義などが高い支持率につながり、1957年11月の大統領選挙での再選が確実視されるようになった。

### 死去
1957年3月17日に遊説先のセブからマニラへの帰途に搭乗した大統領専用機がエンジントラブルで墜落し、49歳で不慮の事故死を遂げた。死後に彼を記念してマグサイサイ賞が創設された。

## 内政

### 農地改革
経済開発軍団（EDCOR）の機能を強化し安定させるため、マグサイサイは国家再定住復興局（NARRA）の設立に尽力したこの団体はEDCORから引き継ぎ、定住目的で約6万5,000エーカーの土地を3,000世帯の貧しい家族に与えることに貢献した。また、さらに約2万5,000エーカーを、後に農民となった土地のない1,500世帯強に割り当てている。

### 経済
マグサイサイ政権下でも経済の高成長は続いた。1954年から1956年までのGDP成長率は7.2%と高く、一人当たり所得は1954年の7,339ペソから、1956年には8,073ペソへと引き上がった。この高水準な成長は、マルコス独裁政権の下でも国家の原動力となっている。

## 外交

### 東南アジア条約機構
マグサイサイ政権は、アジアにおける共産主義の拡大との戦いに積極的であった。1954年9月8日、マニラ会議中にマニラで設立された東南アジア条約機構（SEATO）にフィリピンを加盟させた。 SEATOのメンバーは、北ベトナムが南ベトナムに勝利する可能性があり、共産主義が地域の他の国々に広がる可能性があると警戒していた。共産主義国家が他の国々に影響を与えたり、他の国々に同じ統治システムを採用させたりする可能性は、ドミノ理論と呼ばれている。